# Marjiwka (rejon samarowski)
Marjiwka (ukr. Мар'ївка) – wieś na Ukrainie, w obwodzie dniepropetrowskim, w rejonie samarowskim, w hromadzie Mahdałyniwka. W 2001 liczyła 605 mieszkańców.